# Josy Simon
Josy Simon (* 25. März 1933 in Luxemburg) ist ein ehemaliger luxemburgischer Leistungssportler und Abgeordneter.

## Sportliche Karriere
Als Geher war Simon mehrmals erfolgreich. Insbesondere war er als Extrem-Geher beim Gehermarathon (500 km) Straßburg–Paris (heute Colmar–Paris) zwischen 1971 und 1978 viermal der Gewinner und belegte mehrere zweite Plätze. Er erhielt mehrere Auszeichnungen, darunter auch die Trophée du meilleur sportif in den Jahren 1963 und 1965.
Erfolge (Auswahl)
- 1957: 1. im Grand Prix à la Marche der Stadt Luxemburg
- 1965: Weltmeister im 100-km-Gehen
- 1971: 1. im Rennwettbewerb im Gehen: Straßburg–Paris
- 1972: 1. im Rennwettbewerb im Gehen: Straßburg–Paris
- 1975: 1. im Rennwettbewerb im Gehen: Straßburg–Paris
- 1978: 1. im Rennwettbewerb im Gehen: Straßburg–Paris
- 2013 absolvierte er als 80-Jähriger den 100-km-Lauf im Stadtgut Steyr (AUT) und stellte mit einer Zeit von 12:17:03 Stunden eine neue Weltbestleistung in der Altersklasse M80 auf.[3]

## Politischer Werdegang
Simon war Abgeordneter des luxemburgischen Parlamentes für die  DP (Demokratische Partei). Aufgrund eines Ausschlussverfahrens aus der Partei wechselte er 1991 in die ADR (Alternative Demokratische Reformpartei).